# Gabriel Abossolo
Gabriel Abossolo (Yaoundé, 16 gennaio 1939 – Yaoundé, 9 novembre 2014) è stato un calciatore camerunese, di ruolo difensore.

## Carriera
La sua carriera si è sviluppata quasi esclusivamente con la maglia del Bordeaux dove ha militato per undici stagioni. È morto all'età di 75 anni nella città in cui è nato.